# Peninginjärvi
Peninginjärvi är en sjö i kommunen Pyhäjärvi i landskapet Norra Österbotten i Finland. Sjön ligger 143,5 meter över havet. Den är 3,5 meter djup. Arean är 62 hektar och strandlinjen är 4,21 kilometer lång. Sjön  ingår i Kymmene älvs huvudavrinningsområde.   Den ligger omkring 170 kilometer söder om Uleåborg och omkring 370 kilometer norr om Helsingfors. 